# Le Port de Collioure
Le Port de Collioure – ou encore Port de Collioure, le cheval blanc – est un tableau réalisé par le peintre français André Derain en 1905. De format horizontal, cette huile sur toile est un paysage fauve qui représente le port de Collioure, dans les Pyrénées-Orientales. La composition comprend également dans son coin inférieur droit un cheval blanc et sa charrette. Don de Pierre et Denise Lévy en 1976, l'œuvre est conservée au musée d'Art moderne de Troyes, à Troyes, dans l'Aube.